# 天船一
天船一，即英仙座η（η Persei），是一个位于英仙座的双星系统，距离地球约1331光年。
天船一主星是一颗K型超巨星，视星等为+3.76。距离主星28.4角秒有一颗8.5等的伴星。